# 아얀 히르시 알리

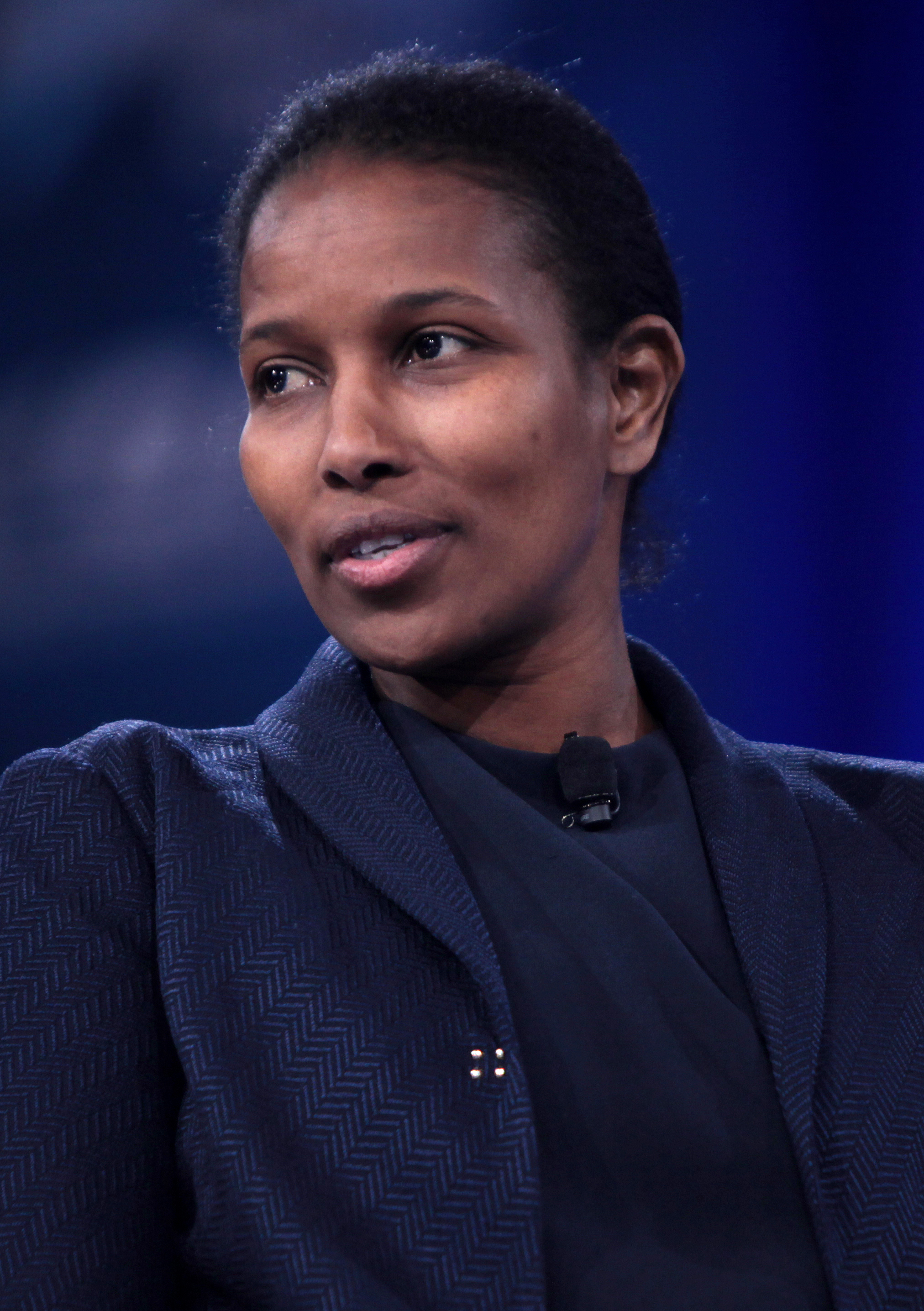
아얀 히르시 알리

아얀 히르시 알리(Ayaan Hirsi Ali, 1969년 11월 3일 ~ )는 소말리아 태생의 네덜란드의 정치인이자 활동가이다. 케냐, 사우디아라비아, 에티오피아에서 생활한 경험이있다.
이슬람 세계에서 여성 인권을 호소한다. 이슬람 자체와 그 창시자 무하마드에도 부정적이다. 2004년에 테오 반 고흐 감독이 살해된 영화 《서브 미션》의 각본을 쓰고 그녀도 감독과 마찬가지로 살해 협박에 시달렸다.